# バイコヌール

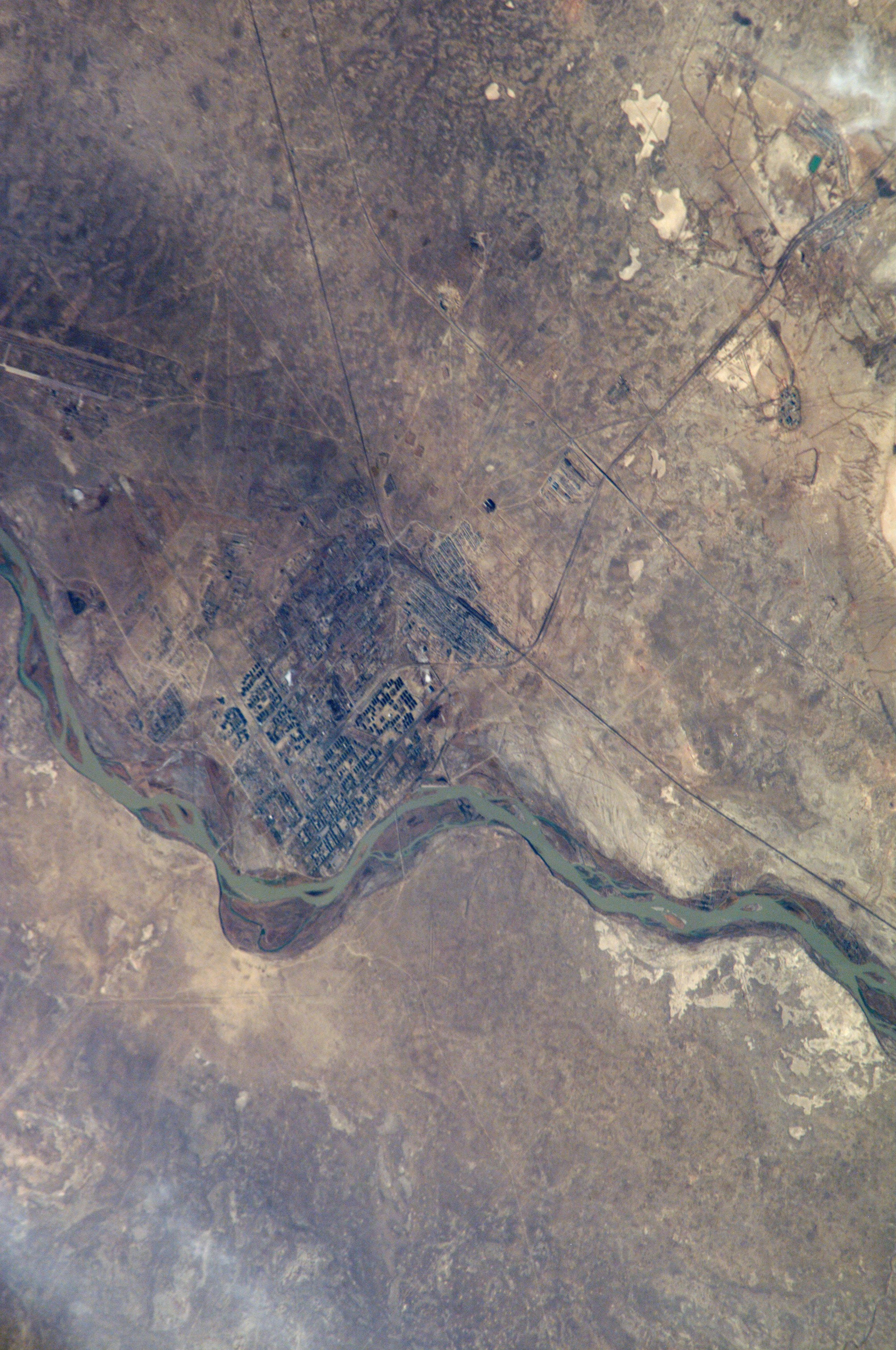
バイコヌールとシルダリヤ川

バイコヌール（カザフ語: Байқоңыр、ロシア語: Байконур, Baikonur）は、カザフスタン共和国クズロルダ州カルマクシ県にある都市。現在はロシア連邦が使用権を持ち管理している。
市の面積は54.98平方キロメートル、バイコヌール宇宙基地を含めた面積は6,429.46平方キロメートル。人口は約6.7万人（2022年7月推計）。なおカザフスタンの統計機関では人口を34,544人（2022年10月推計）と公表している。

## 名称
本来のバイコヌールは、ここから約320km北東のカラガンダ州ジェスカスガン近郊にある鉱業の盛んな町である。発射場の位置を秘密にして特定されないように、この名前が付けられた。カザフ語のバイクォングル（カザフ語: Байқоңыр）には「（ハーブが豊富に育成する）裕福な茶色（＝肥沃な土地）」という意味がある。

## 歴史
かつてこの地はカザフ語で「（チンギス・ハーンの子孫たる偉大な）貴族の墓所」を意味するテレーターム（カザフ語: Төретам, ロシア語: Тюратам（チュラターム））と呼ばれていた。現在は宇宙基地の最寄り駅（タシュケント鉄道）がある、北方に隣接する村落名にその名を留めている。
1961年のヴォストーク1号に始まる宇宙計画や核ミサイル開発計画のための総合都市建設が行われ、1966年に仮称としてズヴィズダグラート（ロシア語: Звездоград, 「星の街」）、1969年から正式にレーニンスク（ロシア語: Ленинск, 「レーニンの（街）」）と命名された閉鎖都市であり、1986年ごろから行なわれたグラスノスチまでその位置は公表されなかった。
バイコヌールの名は計画当初から基地情報を欺瞞するための偽名に過ぎなかったが、その名が人類初の有人宇宙飛行および生還達成という歴史的栄誉の象徴となったこともあり、1995年12月20日にボリス・エリツィンにより公式にバイコヌールへと改名した。

## ロシアの租借地として
この都市の運命は、ソビエト/ロシアの宇宙計画やバイコヌール宇宙基地に影響されてきた。住民は基地の支持派と反対派に分かれ、悲劇の民と一部で呼ばれた。
バイコヌールはロシア連邦がカザフスタンより年間1億1500万USドルの契約で町全体を租借し、事実上の行政区として扱っている。これは、バイコヌール宇宙基地がロシアにとって今なお重要な軍事開発拠点であることに起因する。このためバイコヌールの行政権はロシアが握っており（管轄はモスクワ州オジンツォヴォ）、市長はロシア大統領の推薦とカザフスタン大統領の承認によって任命される。また、ロシアの法律が適用される治外法権区域で、通貨もカザフスタンのテンゲではなくロシアのルーブルが流通している。この租借契約は1994年に合意され、2050年まで続く見込みである。